# ローリング・ストーンズの作品
ローリング・ストーンズの作品（ローリング・ストーンズのさくひん）は、ローリング・ストーンズのアルバム、シングルおよび映像作品の一覧。
ストーンズのアルバムは1964年から67年までイギリスではデッカ・レコード、アメリカではロンドン・レコードよりリリースされ、同一タイトルでも内容が異なる物がある。
日本ではデッカ期の作品はロンドン・レコードレーベルで発売されている。

## アルバム・ディスコグラフィ

### 英国版EP
- 『ザ・ローリング・ストーンズ』 - The Rolling Stones (1964年1月17日) UK #13
- 『ファイヴ・バイ・ファイヴ』 - Five by Five (1964年8月14日) UK #7
- 『ガット・ライヴ・イフ・ユー・ウォント・イット!』 - Got Live If You Want It! (1965年6月11日) UK #7

### 1964年 - 1967年

#### 英国版オリジナル・アルバム
- 『ザ・ローリング・ストーンズ』 - The Rolling Stones  (Decca LK-4605) (1964年4月16日) UK #1
- 『ザ・ローリング・ストーンズ No.2』 - The Rolling Stones No. 2 (Decca LK-4661) (1965年1月16日) UK #1
- 『アウト・オブ・アワ・ヘッズ』 - Out of Our Heads (Decca SKL-4733(stereo) LK-4722(mono)) (1965年9月24日) UK #2
- 『アフターマス』 - Aftermath (Decca SKL-4786(stereo) LK-4786(mono)) (1966年4月15日) UK #1
- 『ビッグ・ヒッツ (ハイ・タイド・アンド・グリーン・グラス)』 - Big Hits (High Tide and Green Grass) (Decca TXS-101(stereo) TXL-101(mono)) (1966年11月18日) UK #4
- 『ビトウィーン・ザ・バトンズ』 - Between the Buttons (Decca SKL-4852(stereo) LK-4852(mono)) (1967年1月20日) UK #3

#### 米国版オリジナル・アルバム
- 『イングランズ・ニューエスト・ヒット・メーカーズ』 - England's Newest Hit Makers (1964年5月30日) US #11
- 『12×5』 - 12 X 5 (1964年10月17日) US #3
- 『ザ・ローリング・ストーンズ・ナウ!』 - The Rolling Stones, Now! (1965年2月22日) US #5
- 『アウト・オブ・アワ・ヘッズ』 - Out of Our Heads (1965年7月26日) US #1
- 『ディッセンバーズ・チルドレン』 - December's Children (And Everybody's) (1965年11月22日) US #4
- 『ビッグ・ヒッツ (ハイ・タイド・アンド・グリーン・グラス)』 - Big Hits (High Tide and Green Grass) (1966年3月28日) US #3
- 『アフターマス』 - Aftermath (1966年6月20日) US #2
- 『ガット・ライヴ・イフ・ユー・ウォント・イット!』 - Got Live If You Want It!(1966年11月28日) US #6
- 『ビトウィーン・ザ・バトンズ』 - Between the Buttons (1967年2月6日) US #2
- 『フラワーズ』 - Flowers (Decca LL-3509(stereo) PS-509(mono)) (1967年7月15日) US #3

### 1967年以降

#### デッカ・ロンドン
- 『サタニック・マジェスティーズ』 - Their Satanic Majesties Request  (Decca TXS-103(stereo) TXL-103(mono)) (1967年12月8日) UK #3; US #2
- 『ベガーズ・バンケット』 - Beggars Banquet (Decca SKL-4955(stereo) LK-4955(mono)) (1968年12月5日) UK #3; US #5
- 『スルー・ザ・パスト・ダークリー』 - Through the Past, Darkly (Big Hits Vol. 2) (Decca SKL-5019(stereo) LK-5019(mono)) (1969年9月12日) UK #2; US #2
- 『レット・イット・ブリード』 - Let It Bleed (Decca SKL-5025(stereo) LK-5025(mono)) (1969年12月5日) UK #1; US #3
- 『ゲット・ヤー・ヤ・ヤズ・アウト』 - Get Yer Ya-Ya's Out! The Rolling Stones in Concert (Decca SKL-5065) (1970年9月4日) UK #1; US #6
- 『ストーン・エイジ』 - Stone Age (Decca SKL-5084)
- 『ギミー・シェルター』 - Gimme Shelter (Decca SKL-5101)
- 『マイルストーンズ』 - Milestones (Decca SKL-5098)
- 『ロックン・ローリング・ストーンズ』 - Rock'n'Rolling Stones (Decca SKL-5149)
- 『ノー・ストーン・アンターンド』 - No Stone Unturned (Decca SKL-5173)
- 『ロールド・ゴールド〜ヴェリー・ベスト・オブ・ザ・ローリング・ストーンズ』 - Rolled Gold (Decca ROST 1-2)
- 『ゲット・ストーンド』 - Get Stoned (Arcade ADEP 32)
- 『ソリッド・ロック』 - Solid Rock (Decca TAB 1)
- 『スロー・ローラーズ』 - Slow Rollers (Decca TAB 30)

#### ローリング・ストーンズ・レコード
- 『スティッキー・フィンガーズ』 - Sticky Fingers (Rolling Stones Records COC 59100) (1971年4月23日) UK #1; US #1
- 『メイン・ストリートのならず者』 - Exile on Main St. (Rolling Stones Records COC 69100(UK) COC 2-2900(US)) (1972年5月12日) UK #1; US #1
- 『山羊の頭のスープ』 - Goats Head Soup (Rolling Stones Records COC 59101) (1973年8月31日) UK #1; US #1
- 『イッツ・オンリー・ロックン・ロール』 - It's Only Rock 'n' Roll (Rolling Stones Records COC 59103(UK) COC 79101(US)) (1974年10月10日) UK #2; US #1
- 『メイド・イン・ザ・シェイド』 - Made in the Shade (1975年6月6日) UK #8; US #6
- 『ブラック・アンド・ブルー』 - Black and Blue (Rolling Stones Records COC 59106(UK) COC 79104(US)) (1976年4月20日) UK #2; US #1
- 『ラヴ・ユー・ライヴ』 - Love You Live (Rolling Stones Records COC 89101(UK) COC 29001(US)) (1977年9月23日) UK #3; US #5
- 『女たち』 - Some Girls (Rolling Stones Records CUN 39108(UK) COC 39108(US))(1978年6月9日) UK #2; US #1
- 『エモーショナル・レスキュー』 - Emotional Rescue (Rolling Stones Records CUN 39111(UK) COC 16015(US)) (1980年6月23日) UK #1; US #1
- 『サッキング・イン・ザ・70s』 - Sucking in the Seventies (1981年4月14日) US #15
- 『刺青の男』 - Tattoo You (Rolling Stones Records CUN 39114(UK) COC 16052(US)) (1981年8月30日) UK #2; US #1
- 『スティル・ライフ』 - "Still Life" (American Concert 1981)" (Rolling Stones Records CUN 39115(UK) COC 39113(US)) (1982年6月1日) UK #4; US #5
- 『アンダーカヴァー』 - Undercover (Rolling Stones Records CUN 1654361(UK) 90120(US)) (1983年11月7日) UK #3; US #4
- 『リワインド 1971-1984』 - Rewind (1971–1984) (1984年7月2日) UK #23; US #86
- 『ダーティ・ワーク』 - Dirty Work (Rolling Stones Records 86321(UK) FC 40250(US)) (1986年3月24日) UK #3; US #4
- 『スティール・ホイールズ』 - Steel Wheels (CBS 46575-1) (1989年9月23日) UK #2; US #3
- 『フラッシュポイント』 - Flashpoint (album) (Sony Music 468135-2) (1991年4月20日) UK #6; US #16
- 『ジャンプ・バック〜ザ・ベスト・オブ・ザ・ローリング・ストーンズ』 - Jump Back: The Best of The Rolling Stones (1993年11月22日) UK #16; US #30
- 『ヴードゥー・ラウンジ』 - Voodoo Lounge (Virgin 8397821-1) (1994年7月11日) UK #1; US #2
- 『ストリップド』 - Stripped (Virgin V2801) (1995年11月13日) UK #9; US #9
- 『ブリッジズ・トゥ・バビロン』 - Bridges to Babylon (Virgin V2840) (1997年9月29日) UK #6; US #3
- 『ノー・セキュリティ』 - No Security (Virgin V2880)(1998年11月2日) UK #67; US #34
- 『フォーティ・リックス』 - Forty Licks (Virgin) (2002年9月30日) UK #2; US #2
- 『ライヴ・リックス』 - Live Licks (Virgin) (2004年11月1日) UK #38; US #50
- 『ア・ビガー・バン』 - A Bigger Bang (Virgin) (2005年8月31日) UK #2; US #3
- 『レアリティーズ 1971-2003』 - Rarities 1971–2003 (Virgin) (2005年11月21日) US #76
- 『シャイン・ア・ライト』 - Shine a Light (Polydor) (2008年4月1日) UK #2; US #11
- 『ブルー&ロンサム』 - Blue & Lonesome (Polydor)（2016年12月2日) UK #1; US #4
- 『ハックニー・ダイアモンズ』 - Hackney Diamonds (Polydor)（2023年10月20日) UK #1; US #3

#### アブコ・レコード
- 『ホット・ロックス』 - Hot Rocks 1964–1971 (1971年12月20日) UK #3; US #4
- 『モア・ホット・ロックス』 - More Hot Rocks (Big Hits & Fazed Cookies) (1972年12月11日) US #9
- 『メタモーフォシス』 - Metamorphosis (The Rolling Stones album) (1975年6月6日) UK #45; US #8
- 『シングル・コレクション：ザ・ロンドン・イヤーズ』 - Singles Collection: The London Years (1989年8月15日) US #91
- 『ロックンロール・サーカス』 - The Rolling Stones Rock and Roll Circus (1996年10月14日) US #92
- 『シングルズ 1963-1965』 - Singles 1963–1965 (2004年4月26日)
- 『シングルズ 1965-1967』 - Singles 1965–1967 (2004年7月12日)
- 『シングルズ 1968-1971』 - Singles 1968–1971 (2005年2月28日)

### Nicky Hopkins, Ry Cooder, Mick Jagger, Bill Wyman and Charlie Watts
- 『ジャミング・ウィズ・エドワード』 - Jamming with Edward! (1972年1月7日) US #33

## シングル・ディスコグラフィ

### 英国シングル
- カム・オン (1963 / UK # 21) / アイ・ウォント・トゥ・ビー・ラヴド
- 彼氏になりたい (1963 / UK # 12) / ストーンド
- ノット・フェイド・アウェイ (1964 / UK # 3) / リトル・バイ・リトル
- イッツ・オール・オーバー・ナウ (1964 / UK # 1) / グッド・タイムス・バッド・タイムス
- リトル・レッド・ルースター (1964 / UK # 1) / オフ・ザ・フック
- ラスト・タイム (1965 / UK # 1) / プレイ・ウィズ・ファイヤー
- サティスファクション (1965 / UK # 1) / クモとハエ
- 一人ぼっちの世界 (1965 / UK # 1) / シンガー・ノット・ザ・ソング
- 19回目の神経衰弱 (1966 / UK # 2) / アズ・ティアーズ・ゴー・バイ
- 黒くぬれ! (1966 / UK # 1) / ロング、ロング・ホワイル
- マザー・イン・シャドウ (1966 / UK # 5) / フーズ・ドライヴィング・ユア・プレーン
- 夜をぶっとばせ (1967 / UK # 3) / ルビー・チューズデイ
- この世界に愛を (1967 / UK # 8) / ダンデライオン
- ジャンピン・ジャック・フラッシュ (1968 / UK # 1) / チャイルド・オブ・ザ・ムーン
- ホンキー・トンク・ウィメン (1969 / UK # 1) / 無情の世界
- ブラウン・シュガー (1971 / UK # 2) / ビッチ / レット・イット・ロック [ライヴ]
- ストリート・ファイティング・マン (1971 / UK # 21) / サプライズ、サプライズ
- ダイスをころがせ (1972 / UK # 5) / 黒いエンジェル
- 悲しみのアンジー (1973 / UK # 5) / シルバー・トレイン
- イッツ・オンリー・ロックン・ロール (1974 / UK # 10) / スルー・ザ・ロンリー・ナイツ
- アウト・オブ・タイム (1975 / UK # 45) / ジャイヴィング・シスター・ファニー
- 愚か者の涙 (1976 / UK # 6) / クレイジー・ママ
- ミス・ユー (1978 / UK # 3) / ファー・アウェイ・アイズ
- リスペクタブル (1978 / UK # 23) / ホエン・ジ・ウィップ・カムズ・ダウン
- エモーショナル・レスキュー (1980 / UK # 9) / ダウン・イン・ザ・ホール
- 氷のように (1980 / UK # 33) / センド・イット・トゥ・ミー
- スタート・ミー・アップ (1981 / UK # 7) / 泣いても無駄
- 友を待つ (1981 / UK # 50) / リトルT&A
- ゴーイング・トゥ・ア・ゴー・ゴー [ライヴ] (1982 / UK # 26) / ビースト・オブ・バーデン [ライヴ]
- タイム・イズ・オン・マイ・サイド [ライヴ] (1982 / UK # 62) / トゥエンティ・フライト・ロック [ライヴ]
- アンダーカバー・オブ・ザ・ナイト (1983/ UK # 5) / オール・ザ・ウェイ・ダウン
- シー・ワズ・ホット (1983 / UK # 42) / シンク・アイム・ゴーイング・マッド
- ブラウン・シュガー (1984 / UK # 58) / ビッチ
- ハーレム・シャッフル (1986 / UK # 11) / ハド・イット・ウィズ・ユー
- ワン・ヒット (1986 / UK # 80) / ファイト
- ミックスト・エモーションズ (1989 / UK # 36) / ファンシー・マン・ブルース
- ロック・アンド・ア・ハード・プレイス (1989 / UK #63) / クック・クック・ブルース
- 黒くぬれ! (1990 / UK # 61) / ロング、ロング・ホワイル
- オールモスト・ヒア・ユー・サイ (1990 / UK # 31) / ウィッシュ・アイド・ネバー・メット・ユー
- テリファイリング (1990 / UK # 82) / ウィッシュ・アイド・ネバー・メット・ユー
- ハイワイヤー (1991 / UK # 29) / 2000光年のかなたに [ライヴ]
- ルビー・チューズデイ [ライヴ] (1991 / UK # 59) / プレイ・ウィズ・ファイヤー [ライヴ]
- ラヴ・イズ・ストロング (1994 / UK # 14) / ザ・ストーム / ソー・ヤング
- ユー・ガット・ミー・ロッキング (1994 / UK # 23) / ジャンプ・オン・トップ・オブ・ミー
- アウト・オブ・ティアーズ (1994 / UK # 36) / アイム・ゴナ・ドライヴ / スパークス・ウィル・フライ
- アイ・ゴー・ワイルド (1995 / UK # 29) / アイ・ゴー・ワイルド　[リミックス]
- ライク・ア・ローリング・ストーン (1995 / UK # 12) / 黒いリムジン / オール・ダウン・ザ・ライン
- ワイルド・ホース [ライヴ] / リヴ・ウィズ・ミー [ライヴ] / ダイスをころがせ [ライヴ]
- エニバディ・シーン・マイ・ベイビー (1997 / UK # 22) / エニバディ・シーン・マイ・ベイビー [リミックス]
- セイント・オブ・ミー (1998 / UK # 26) / ギミー・シェルター / エニウェイ・ユー・ルック・アット・イット
- アウト・オブ・コントロール (1998 / UK # 51) / アウト・オブ・コントロール [リミックス]
- ドント・ストップ (2002 / UK # 36) / ミス・ユー　[リミックス]
- 悪魔を憐れむ歌 [リミックス] (2003 / UK # 14) / 悪魔を憐れむ歌 [リミックス]
- ストリーツ・オブ・ラブ (2005 / UK # 15) / ラフ・ジャスティス
- レイン・フォール・ダウン (2005 / UK # 33) / レイン・フォール・ダウン　[リミックス]
- ビゲスト・ミステイク (2006 / UK # 51) / ダンス　パート・1 [ライヴ] / ビフォー・ゼイ・メイク・ミー・ラン [ライヴ]
- 黒くぬれ! (2007 / UK #70) / ロング、ロング・ホワイル

### 米国シングル
順位はBillboard Hot 100に基づく。
- ノット・フェイド・アウェイ (1964 / US # 48) / 彼氏になりたい
- イッツ・オール・オーバー・ナウ (1964 / US # 26) / グッド・タイムス・バッド・タイムス
- テル・ミー (1964 / US # 24) / アイ・ジャスト・ウォント・トゥ・メイク・ラヴ・トゥ・ユー
- タイム・イズ・オン・マイ・サイド (1964 / US # 6) / コングラッチレーション
- ハート・オブ・ストーン (1964 / US # 19) / ホワット・ア・シェイム (1964 / US # 124)
- ラスト・タイム (1965 / US # 9) / プレイ・ウィズ・ファイヤー (1965 / US #96)
- サティスファクション (1965 / US # 1) / ウエスト・コーストの宣伝屋
- 一人ぼっちの世界 (1965 / US # 1) / アイム・フリー
- アズ・ティアーズ・ゴー・バイ (1966 / US # 6) / ゴッタ・ゲット・アウェイ
- 19回目の神経衰弱 (1966 / US # 2) / サッド・デイ
- 黒くぬれ! (1966 / US # 1) / ステューピッド・ガール
- マザーズ・リトル・ヘルパー (1966 / US # 8) / レディ・ジェーン (1966 / US # 24)
- マザー・イン・ザ・シャドウ (1966 / US # 9) / フーズ・ドライヴィング・ユア・プレーン
- ルビー・チューズデイ (1967 / US # 1) / 夜をぶっとばせ (1967 / US # 28)
- ダンデライオン (1967 / US # 14) / この世界に愛を (1967 / US # 50)
- イン・アナザー・ランド (1967 / US # 87) / ランターン
- シーズ・ア・レインボー (1968 / US # 25) / 2000光年のかなたに
- ジャンピン・ジャック・フラッシュ (1968 / US # 3) / チャイルド・オブ・ザ・ムーン
- ストリート・ファイティング・マン (1968 / US # 48) / ノー・エクスペクテーションズ
- ホンキー・トンク・ウィメン (1969 / US # 1) / 無情の世界
- ブラウン・シュガー (1971 / US # 1) / ビッチ
- ワイルド・ホース (1971 / US # 28) / スウェイ
- ダイスをころがせ (1972 / US # 7) / 黒いエンジェル
- ハッピー (1972 / US # 22) / オール・ダウン・ザ・ライン
- 悲しみのアンジー (1973 / US # 1) / シルバー・トレイン
- 無情の世界 (1973 / US # 42) / サッド・デイ
- ドゥー・ドゥー・ドゥー (1974 /US # 15) / ダンシング・ウィズ・ミスターD
- イッツ・オンリー・ロックン・ロール (1974 / US # 16) / スルー・ザ・ロンリー・ナイツ
- エイント・トゥー・プラウド・トゥ・ベグ (1974 / US # 17) / ダンス・リトル・シスター
- アイ・ドント・ノウ・ホワイ (1975 / US # 42) / トライ・ア・リトル・ハーダー
- アウト・オブ・タイム (1975 / US # 81) / ジャイヴィング・シスター・ファニー
- 愚か者の涙 (1976 / US # 10) / ホット・スタッフ (1976 / US # 49)
- ミス・ユー (1978 / US # 1) / ファー・アウェイ・アイズ
- ビースト・オブ・バーデン (1978 / US # 8) / ホエン・ジ・ウィップ・カムズ・ダウン
- シャタード (1978 / US # 31) / エブリシング・イズ・ターニング・トゥ・ゴールド
- エモーショナル・レスキュー (1980 / US # 3) / ダウン・イン・ザ・ホール
- 氷のように (1980 / US # 21) / センド・イット・トゥ・ミー
- スタート・ミー・アップ (1981 / US # 2) / 泣いても無駄
- 友を待つ (1981 / US # 13) / リトルT&A
- ハング・ファイヤー (1982 / US # 20) / ネイバーズ
- ゴーイング・トゥ・ア・ゴー・ゴー [ライヴ] (1982 / US # 20) / ビースト・オブ・バーデン [ライヴ]
- アンダーカバー・オブ・ザ・ナイト (1983/ US # 9) / オール・ザ・ウェイ・ダウン
- シー・ワズ・ホット (1983 / US # 44) / シンク・アイム・ゴーイング・マッド
- ハーレム・シャッフル (1986 / US # 5) / ハド・イット・ウィズ・ユー
- ワン・ヒット (1986 / US # 28) / ファイト
- ミックスト・エモーションズ (1989 / US # 3) / ファンシー・マン・ブルース
- ロック・アンド・ア・ハード・プレイス (1990 / US #18) / クック・クック・ブルース
- オールモスト・ヒア・ユー・サイ (1990 / US # 50) / ブレーク･ザ・スペル
- ハイワイヤー (1991 / US # 49) / 2000光年のかなたに [ライヴ]
- ラヴ・イズ・ストロング (1994 / US # 80) / ザ・ストーム
- ユー・ガット・ミー・ロッキング (1995 / US # 81) / ジャンプ・オン・トップ・オブ・ミー
- アウト・オブ・ティアーズ (1995 / US # 48) / アイム・ゴナ・ドライヴ / ソー・ヤング
- ライク・ア・ローリング・ストーン (1995 / US # 109) / 黒いリムジン / オール・ダウン・ザ・ライン
- セイント・オブ・ミー (1998 / US # 94) / ギミー・シェルター / エニウェイ・ユー・ルック・アット・イット
- 悪魔を憐れむ歌 [リミックス] (2003 / US # 97) / 悪魔を憐れむ歌 [リミックス]

## 映像作品
- 『ワン・プラス・ワン』 - One Plus One　（VHS / DVD / Blu-ray）
- 『ロックンロール・サーカス』 - Rock And Roll Circus　（VHS / LD / DVD）
- 『ハイドパーク・コンサート』 - The Stones In The Park　（VHS / DVD / Blu-ray）
- 『ギミー・シェルター』 - Gimmie Shelter　（VHS / DVD）
- 『コックサッカー・ブルース』 - Cocksucker Blues
- 『ビデオ・リワインド』 - Video Rewind　（VHS）
- 『レッツ・スペンド・ザ・ナイト・トゥゲザー』 - Let's Spend The Night Together　（VHS / LD / DVD / Blu-ray）
- 『アット・ザ・マックス〜スティール・ホイールズ・ツアー90』 - Rolling Stones　Live at the Max　（VHS / DVD / Blu-ray）
- 『ヴードゥー・ラウンジ・ワールド・ツアー94』 - Rolling Stones　Voodoo Lounge　（VHS）
- 『ワールド・ツアー94〜95『ヴードゥー・ラウンジ』イン・ジャパン』 - The Rolling Stones World Tour 94/95 Voodoo Lounge In Japan　（VHS / LD）
- 『Rolling '63〜'89』 - 25x5 The Continuing Adventures of the Rolling Stones　（VHS / LD）
- 『ザ・ローリング・ストーンズ ブリッジズ・トゥ・バビロン・ツアー』 - The Rolling Stones　Bridges To Babylon - 1998　（VHS / DVD）
- 『フォー・フリックス』 - The Rolling Stones　Four Flicks　（DVD）
- 『ザ・ビッゲスト・バン』 - The Rolling Stones　THE BIGGEST BANG　（DVD / Blu-ray）
- 『シャイン・ア・ライト』 - SHINE A LIGHT　（DVD / Blu-ray）
- 『ストーンズ・イン・エグザイル〜「メイン・ストリートのならず者」の真実』 - Stones in Exile　（DVD / Blu-ray）
- 『レディース・アンド・ジェントルメン』 - Ladies & Gentlemen　（DVD / Blu-ray）
- 『サム・ガールズ・ライヴ・イン・テキサス '78』 - Some Girls: Live in Texas 78　（DVD / Blu-ray）
- 『チャーリー・イズ・マイ・ダーリン』 - Charlie Is My Darling - Ireland 1965　（DVD / Blu-ray）
- 『ザ・ローリング・ストーンズ 1963―1969』 - THE ROLLING STONES 1963-1969　（DVD）
- 『クロスファイアー・ハリケーン』 - Crossfire Hurricane　（DVD / Blu-ray）
- 『“スウィート・サマー・サン" ストーンズ・ライヴ・イン・ロンドン・ハイド・パーク 2013』（DVD / Blu-ray）
- 『ストーンズ〜ハンプトン・コロシアム〜ライヴ・イン 1981』（DVD / Blu-ray）
- 『ストーンズ〜L.A. フォーラム〜ライヴ・イン 1975』（DVD / Blu-ray）